# Gedit
A gedit egy UTF-8 kompatibilis szövegszerkesztő program, elsősorban a GNOME asztali környezetéhez, szabad szoftver. A szoftvert alapvetően forráskódok szerkesztésére tervezték. A program egy letisztult és egyszerű grafikus felhasználói felülettel rendelkezik, a GNOME filozófiájának megfelelően. A gedit a GNOME alapértelmezett szövegszerkesztője.

## Jellemzők
A program képes a szintaxis-kiemelésre: többek közt kezeli a C, C++, Java, HTML, XML, Python, Perl és PHP programozási és jelölő nyelveket. Egy ablakon belül lehetséges több fülön is dolgozni, illetve a füleket az ablakok között szabadon lehet rendezni. Lehetséges távoli fájlokat is szerkeszteni vele. Minden lépést/szerkesztést vissza lehet vonni korlátlanul, illetve lehetséges a szövegben keresni illetve szövegrészleteket kicserélni más szövegekre. A szoftver rendelkezik további alapvető funkciókkal, mint a sorok számozása, vagy az aktuálisan szerkesztett sor kiemelése.
A gedit rendelkezik egy opcionális oldalpanellal is, ami az aktuálisan megnyitott fájllistát mutatja. Az F11 gomb megnyomásával teljes képernyős módra vált a program.
A gedittel lehetséges helyesírást ellenőrizni (Enchant segítségével). Fejlett plugin rendszert használ, amivel jelentősen ki lehet bővíteni a szolgáltatásait (gedit-plugins). Segítségével többek között lehetséges egy Python vagy Bash konzolt a program alján megjeleníteni; teljes session-öket (minden nyitott fület) elmenteni és betölteni; más program által módosított fájlt automatikusan újratölteni. A gedit önmagában is számos plugint tartalmaz, de az internetről is lehet újabbakat letölteni.
A gedit támogatja a nyomtatást is előnézeti lehetőséggel. Fizikai nyomtató használata mellett lehetséges PDF illetve PostScript fájlba is nyomtatni, akár formázással és más extra adattal (például sorszámozással vagy szintaxis kiemeléssel) együtt is.
2013 végén és 2014 elején a program egy jelentős fejlesztésen esett át, mely egy új letisztul felhasználói felület mellett számos kódvátozást is magában foglalt, hogy a GNOME mellett más felületekkel is növeljék a kompatibilitást.

## Felépítés
Mint a GNOME szerves része a szoftver a GTK+ 3.0 keretrendszerre épül, illetve a GNOME 3.0 könyvtárakat használja. A GNOME integráció eredményeképp a GNOME fájlkezelő és a gedit között a fogd-és-vidd funkció mindkét irányban működik. 
A gedit a GNOME súgórendszerét használja a dokumentáció megjelenítéséhez, illetve a GNOME nyomtatási keretrendszerét használja a nyomtatáshoz.
2008. decemberétől a program elérhető Microsoft Windows illetve Mac OS X operációs rendszerekre is.

## Fordítás
- Ez a szócikk részben vagy egészben  a   Gedit című angol Wikipédia-szócikk ezen változatának fordításán alapul.  Az eredeti cikk szerkesztőit annak laptörténete sorolja fel. Ez a jelzés csupán a megfogalmazás eredetét és a szerzői jogokat jelzi, nem szolgál a cikkben szereplő információk forrásmegjelöléseként.